# Magenta (Itália)
Magenta é uma comuna italiana da região da Lombardia, província de Milão, com cerca de 22.839 habitantes. Estende-se por uma área de 21 km², tendo uma densidade populacional de 1088 hab/km². Faz fronteira com Marcallo con Casone, Santo Stefano Ticino, Corbetta, Boffalora sopra Ticino, Robecco sul Naviglio, Cerano (NO).

## Demografia
| Variação demográfica do município entre 1861 e 2011                               |
|                                                                                   |
| Fonte: Istituto Nazionale di Statistica (ISTAT) - Elaboração gráfica da Wikipedia |